# Abietinaria smirnowi
Abietinaria smirnowi är en nässeldjursart som först beskrevs av Kudelin 1914.  Abietinaria smirnowi ingår i släktet Abietinaria och familjen Sertulariidae. Inga underarter finns listade i Catalogue of Life.